# 十勝川温泉

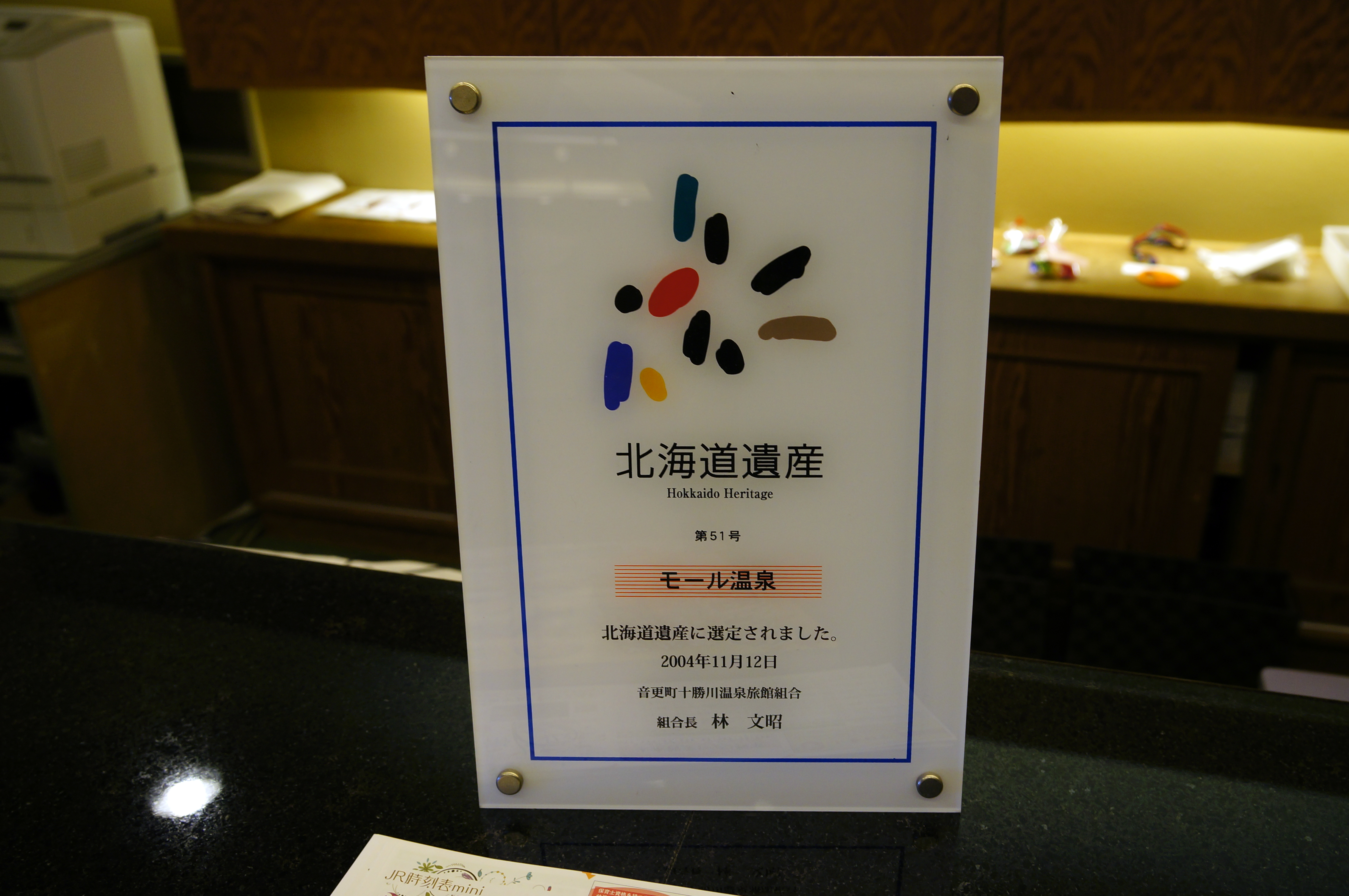
北海道遺産のモール温泉

十勝川温泉（とかちがわおんせん）は、北海道河東郡音更町にある温泉。

## 泉質
泉質はナトリウム塩化物（塩化物泉）・炭酸水素塩泉（弱アルカリ性低張性高温泉）。
数百万年前の十勝平野は大きな内湾で、周辺には湿原が存在し泥炭が堆積していた。その泥炭が変化したものが亜炭で、平野の地下深くの亜炭を含む地層から湧き出ているのがモール温泉となっており、植物性の有機物を多く含んでいるのが特徴である。帯広市街などの平野中心部では地下1,000mより深い所から湧き出る泉温が50℃前後であるのに対して、十勝川温泉では地下深部に高温部が存在することにより地下500m - 700mで泉温が55℃ - 60℃と比較的高温になっている。なお、「モール」とは英語・ドイツ語で「湿原（泥炭地）」の意味で、モール温泉は泥炭（亜炭）などに由来する腐植物（フミン質）を含むアルカリ性の温泉のことで、ヨーロッパで肌に腐植物を含む泥炭泥を直接体に塗る美容法の「モール浴」に似た効果が期待されることに由来している。

## 温泉街
十勝川や北海道道73号帯広浦幌線沿いに位置しており、中心部には道の駅ガーデンスパ十勝川温泉がある。観光案内所の十勝川温泉観光ガイドセンター南側には足湯が設置されており、施設内に事務所がある十勝ネイチャーセンターでは四季を通じて様々なアウトドア・アクティビティが体験できる。また、十勝川温泉観光ガイドセンターを基点に十勝川温泉フットパスが設けられており、隣接する十勝川河畔（十勝川温泉アクアパーク）や十勝エコロジーパーク、十勝が丘公園などへ気軽に徒歩や自転車で散策できるコースになっている。毎年12月上旬から3月中旬ころまでは、越冬のため十勝川河畔にハクチョウが飛来する。

## 歴史
「琥珀湯浪漫物語」参照。
温泉の記録は1874年（明治7年）の『北海道地誌要領』が最も古く、「音更川湯、河東郡ニアリ、泉質未詳」と記されている。当時、一帯は葦の生い茂る湿地帯で小さな沼が点在して常に生ぬるい湯が湧き出しており、周辺は冬でも凍らないことから鳥や獣の休憩場になったほか、アイヌの人々の間では「薬の湯」という言い伝えもあった。1900年（明治33年）に依馬嘉平が自然に湧いているぬるま湯を1m四方の箱に引き、加熱した湯を近所の人々と利用したことを和人による温泉の始まりとしている（幕別町史では嘉平の弟である依馬五兵衛が第一発見者と記している）。1913年（大正2年）に前田友三郎が手掘り工事で掘削すると30℃ - 36℃の温泉が吹き出したため、2階建ての旅館を建設し本格的な温泉経営に乗り出した（笹井ホテルの前身）。
1928年（昭和3年）には雨宮駒平が機械工法によるボーリング調査を行い、湯量豊富な42℃の温泉掘削に成功。温泉名は「下士幌温泉」や「雨宮温泉」などと呼ばれていたが、温泉掘削に努めた林豊洲（十勝毎日新聞社創業者）が1933年（昭和8年）に当時の代議士であった三井徳宝に名付けを依頼し「十勝川温泉」となった。その後、温泉街も形成されて帯広からバスの運行や渡し船で十勝川の対岸からでも行き来できるようになった。
1988年（昭和63年）には十勝中央大橋が開通した。1989年（平成元年）、「十勝川温泉集中管理推進協議会」を立ち上げて温泉の保護と有効利用を計り、1993年（平成5年）から温泉集中管理事業を開始した。2004年（平成16年）に「モール温泉」として「北海道遺産」に選定。2008年（平成20年）には地域団体商標制度を受けて出願していた「十勝川温泉」の商標登録が「地域団体商標」になった。2016年（平成28年）にはスパ&マルシェ「ガーデンスパ十勝川温泉」が開業。その後、「ガーデンスパ十勝川温泉」は2020年（令和2年）7月22日に「道の駅ガーデンスパ十勝川温泉」としてオープンした。

## イベント
- 十勝川白鳥まつり「彩凛華（さいりんか）」（1月下旬～2月下旬）
- 十勝川温泉フットパスウォーキング（6月）
- 花風景「ハナックと花ロード」（6月下旬～7月下旬）
- オータムフェスタin十勝川（10月上旬～11月上旬）

## ギャラリー

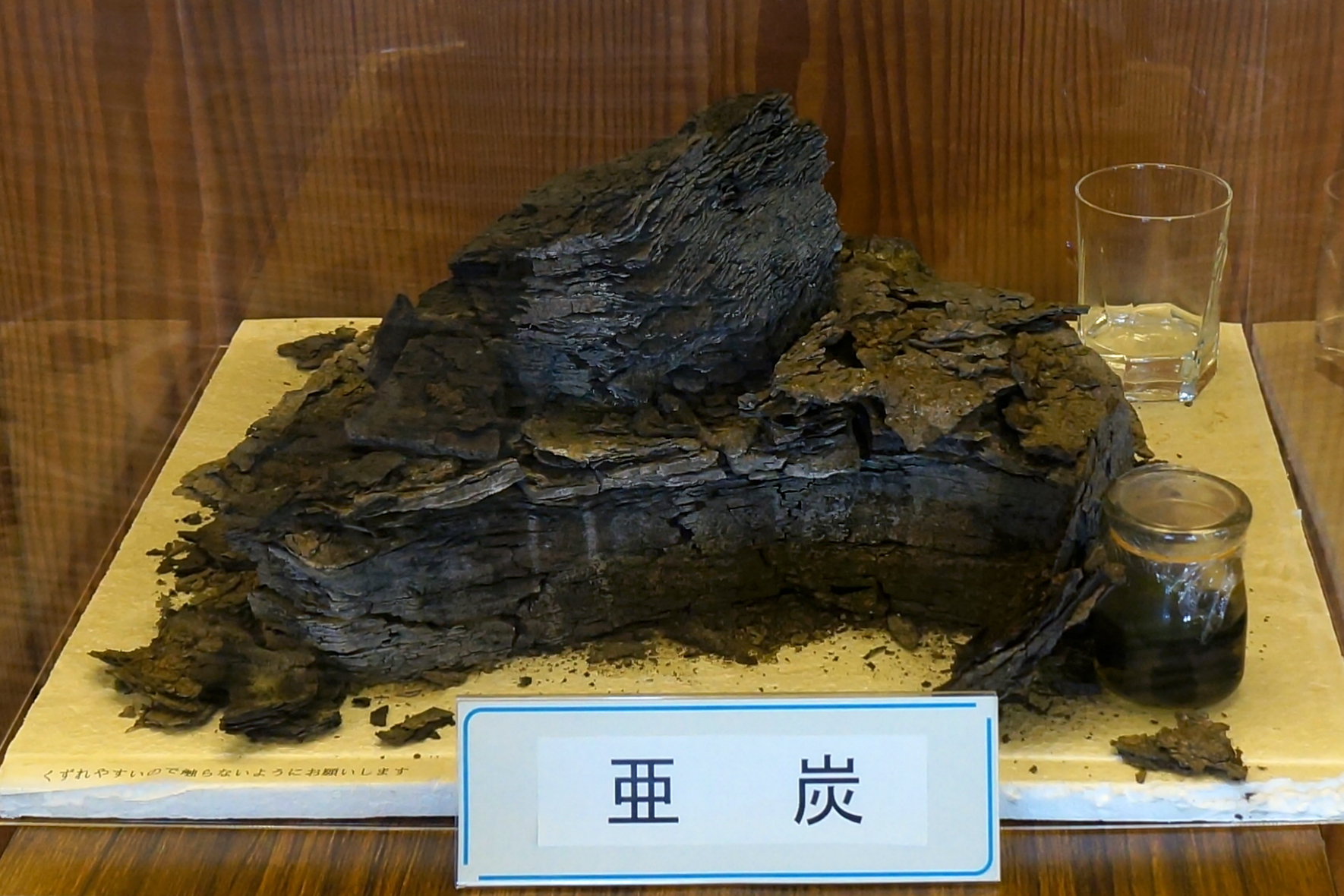
亜炭
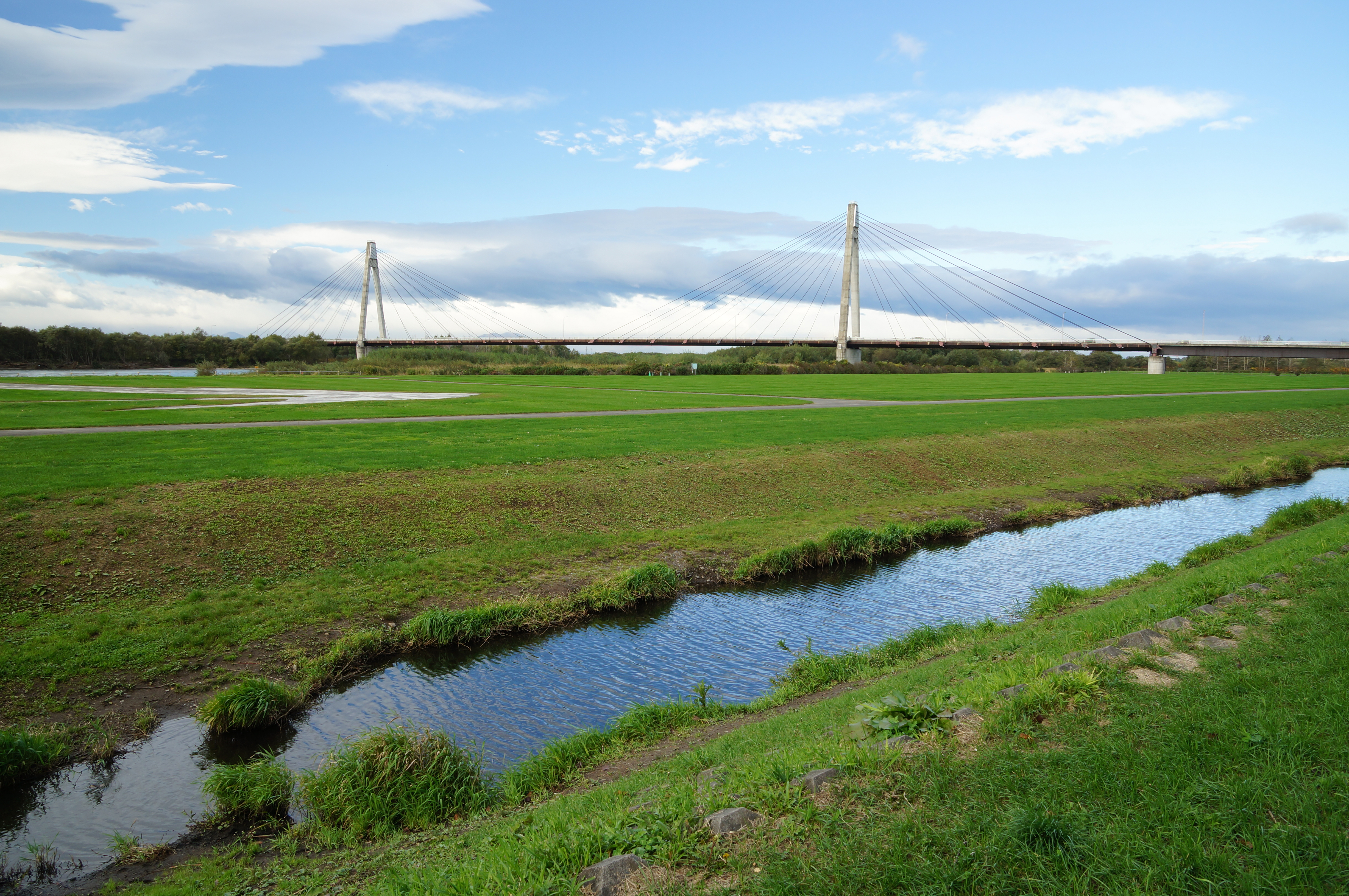
十勝川河畔（十勝川アクアパーク）と十勝中央大橋
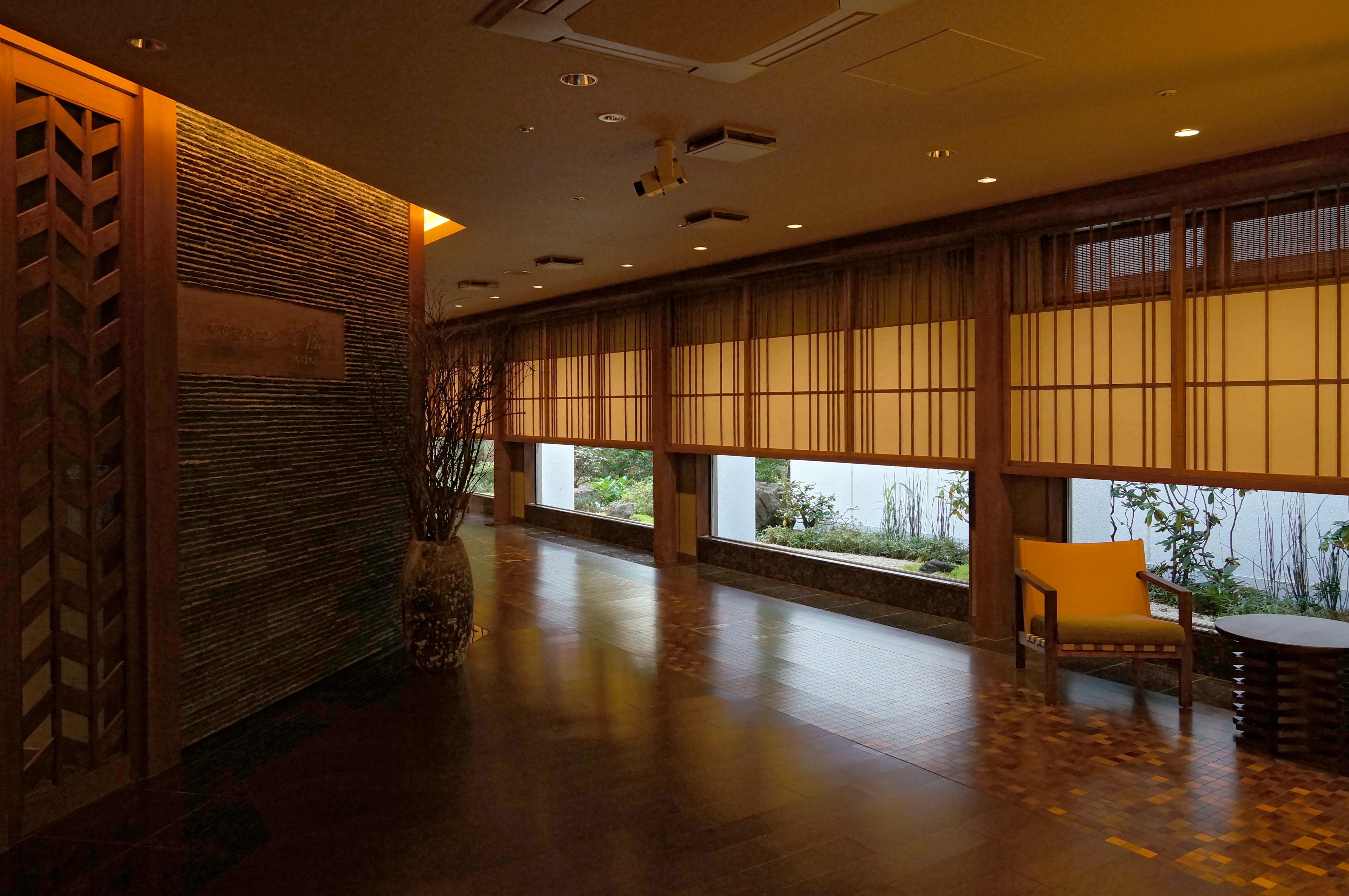
ホテルのインテリア例

## アクセス
- JR根室本線 帯広駅から車で約20分[16]。
- 道東自動車道 音更帯広ICから国道241号・道道73号経由し車で約25分[16]。
- とかち帯広空港から車で約40分[16]。
- 旭川から車で約3時間[16]。
- 札幌市内ICから車で約3時間[16]。
- 帯広駅バスターミナルから約25分（十勝バス）。